# جان بارکر (بازیکن فوتبال اهل انگلستان)
جان بارکر (انگلیسی: John Barker; ۴ ژوئیهٔ ۱۹۴۸ – دسامبر ۲۰۰۴ (aged 56)) بازیکن فوتبال اهل بریتانیا بود.
از باشگاه‌هایی که در آن بازی کرده‌است می‌توان به باشگاه فوتبال اسکانتورپ یونایتد اشاره کرد.